# Erkki Kurenniemi

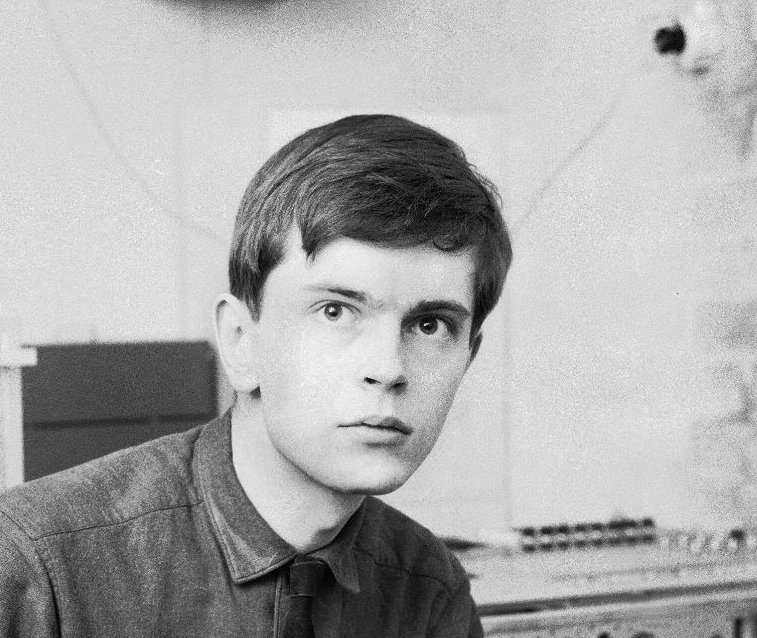
Kurenniemi (1965).

Erkki Juhani Kurenniemi (* 10. Juli 1941 in Hämeenlinna; † 1. Mai 2017 in Helsinki) war ein finnischer Pionier der elektronischen Musik.

## Leben und Werk
Erkki Kurenniemi wurde 1941 im Süden Finnlands geboren. Seine Mutter war eine Kinderbuchautorin, sein Vater Chemiker und Mathematiker. Erkki Kurenniemi studierte Mathematik, theoretische Physik, Philosophie und Kernphysik.
Erik Tawastjerna richtete an der Universität Helsinki ein Studio für Elektronische Musik ein. Aufgrund ausgesprochen knapper finanzieller Mittel sollte das Equipment vor Ort gebaut werden. 1961 gewann Tawastjerna Erkki Kurenniemi für diese Aufgabe. Anstelle einer Bezahlung erhielt Kurenniemi die Erlaubnis, die entwickelten Geräte für seine eigenen Werke zu nutzen und man gewährte ihm einen großen Handlungsspielraum.

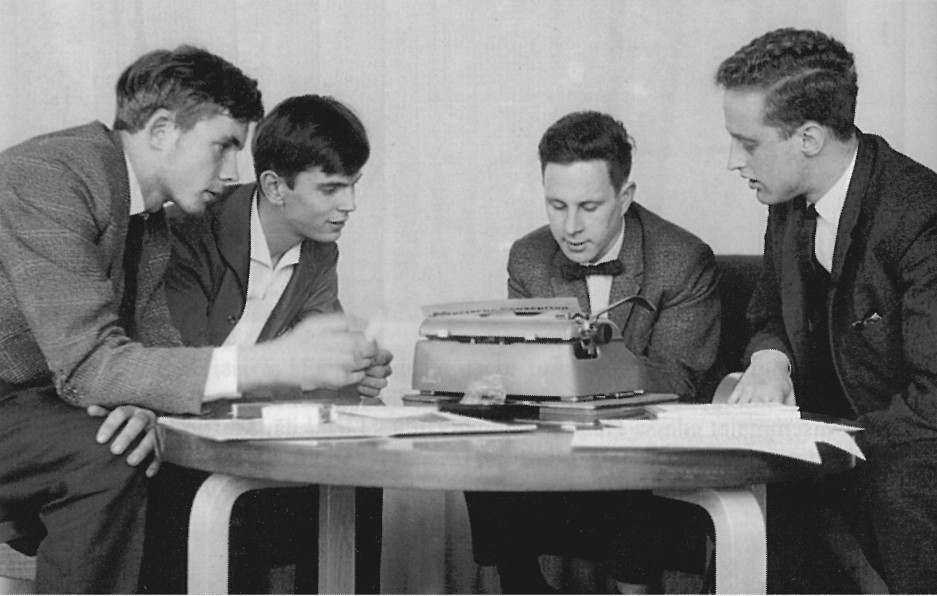
Junge Musikwissenschaftler aus Finnland: Ilpo Mansnerus (1943–), Erkki Kurenniemi (1941–2017), Ilpo Saunio (1939–1999) und Seppo Heikinheimo (1938–1997).

Das Studio unterhielt Kontakte zu anderen avantgardistischen Komponisten, zum Beispiel Reijo Jyrkiäinen, Henrik Otto Donner, Bengt Johansson, Erkki Salmenhaara und Karlheinz Stockhausen.
Kurenniemi baute die „Integrated Synthesizer“ (1964 bis 1967), „Andromatic“ (1968) und das „Elektrische Quartett“, ein kollektiv zu spielendes Instrument, welches er (1967 bis 1968) für M.A. Numminen und seine Untergrundband Sähkokvaretti entwickelte.
Anfang der 1970er gründete er „Digelius“ und begann mit der Serie DIMI (DIgital Music Instrument). Der Video-Synthesizer DIMI-S (1972), auch als „Gruppensexophon“ bekannt, generiert Töne durch Schwankungen der elektrischen Impulse der vier Mitspieler, die Elektroden in den Händen halten.
Seine Experimente reichen über Medienkunst, Musik und Happenings bis zu experimentellen Kurzfilmen.
Kurenniemi entwickelte in den 1970ern Roboter für Sampo Rosenlew. In den 1980ern war er für Nokia tätig. Kurenniemi war von 1987 bis 1999 für die Ausstellungsplanung im Heureka (Science Center) zuständig.
Erkki Kurreniemi stellte unter anderem auf der dOCUMENTA (13) in Kassel, in der Kunsthal Aarhus in Dänemark und im Kiasma in Helsinki aus.

## Auszeichnungen (Auswahl)
- 2003 Finland Prize of the Ministry of Education and Culture
- 2011 Orden des Löwen von Finnland

## Film
- „The Future Is Not What It Used To Be“, 2002 von Mika Taanila[6]